# Disocactus crenatus subsp. kimnachii
Disocactus crenatus subsp. kimnachii (sin. Epiphyllum crenatum var. kimnachii), podvrsta kaktusa D. crenatus iz južnog Meksika i Hondurasa.

## O uzgoju
- Preporučena temperatura:  10-12°C
- Tolerancija hladnoće:   ne podnosi hladnoću
- Minimalna temperatura: 12°C
- Izloženost suncu:  treba biti na svjetlu
- Porijeklo:  Meksiko (Oaxana,Chiapas)
- Potrebnost vode:   što je manje moguće vode, treba dobru drenažu

## Sinonimi
- × Epinicereus cooperi (Regel) P.V.Heath
- Epiphyllum crenatum subsp. kimnachii (Bavo) U.Guzmán
- Phyllocactus belgica Laet-Contich
- Phyllocactus cooperi Regel
- Phyllocactus hildmannii Hildm.
- Phyllocactus pfersdorffii Rümpler
- × Rowleyara hildmannii (Hildm.) P.V.Heath
- × Seleniphyllum cooperi (Regel) G.D.Rowley

## Vanjske poveznice
|  | Zajednički poslužitelj ima još gradiva o temi Epiphyllum crenatum subsp. kimnachii |
|  | Wikivrste imaju podatke o taksonu Epiphyllum crenatum subsp. kimnachii             |